# You're made of love (пісня)
«You are made of love» — пісня української співачки Джамали, що вийшла як перший сингл на підтримку альбому співачки «For Every Heart», реліз якого відбувся 2010 року.

## Опис
Музику написала сама співачка. Текст написала Тетяна Скубашевська.

## Учасники запису
- Сусана Джамаладінова — автор музики, вокал, бек-вокал
- Тетяна Скубашевська — автор тексту
- Євген Філатов — продюсер